# Pseudoepigrafie
Pseudopigrafia (din greacă ψευδής, transliterat pseudēs, cu sensul de "minciună" sau "fals" și ἐπιγραφή, transliterat epigraphē, cu sensul de "nume", "inscripție" sau "indicație") reprezintă studiul pseudoepigrafelor (latină: pseudepigraphum), care sunt texte antice cărora li se atribuie o falsă autoritate. 